# 谭斯
谭斯（1987年1月6日—），中国足球运动员，司职前鋒，祖籍江苏省扬州市。

## 职业生涯
谭斯首支效力的职业球队是武汉光谷队，2005年即有中超联赛的首次出场经历，但是此后的两年内却得不到太多机会，甚至只能参加大学生联赛。
2008年，他转会到江苏舜天，当年就以10个入球成为甲级联赛进球最多的中国球员，帮助球队冲入中超。
2009年，谭斯首次进入中国国家队集训名单。
2011年，谭斯为江苏队在中超联赛出场20次打进1球，整个赛季表现中规中矩。
2012年2月，谭斯在江苏舜天効力四年后，转会到中甲联赛球队武汉卓尔。